# راي فوجيتا
راي فوجيتا (باليابانية: 藤田玲 ) (و. 1988 – م) هو موسيقي، ومغني، وممثل، من اليابان، ولد في ناكانو، طوكيو.

## وصلات خارجية
- راي فوجيتا على موقع IMDb (الإنجليزية)
- راي فوجيتا على موقع ألو سيني (الفرنسية)
- راي فوجيتا على موقع ميوزك برينز (الإنجليزية)
- راي فوجيتا على موقع قاعدة بيانات الفيلم (الإنجليزية)
- راي فوجيتا على موقع كينوبويسك (الروسية)